# Terratrèmol de Salta de 1948
El terratrèmol de Salta de 1948 fou un moviment sísmic que succeí a la província de Salta, Argentina, el 25 d'agost de 1948, a les 6:09:23 (UTC-3). Va enregistrar una magnitud (Mw) de 6,8.
La profunditat del seu epicentre fou de 8 km.
Aquest terratrèmol es va percebre de grau IX en l'escala de Mercalli.
Va ocasionar danys i víctimes en diverses localitats de l'est i sud-est de les província de Salta i de Jujuy. També va afectar les ciutats capitals de les dues províncies. Va ser l'últim terratrèmol important de l'NOA (nord-oest argentí), mantenint-se el silenci sísmic.